# Pales poecilochaeta
Pales poecilochaeta är en tvåvingeart som först beskrevs av Mario Bezzi 1928.  Pales poecilochaeta ingår i släktet Pales och familjen parasitflugor.
Artens utbredningsområde är Fiji. Inga underarter finns listade i Catalogue of Life.